# Sochinsogonia monostigma
Sochinsogonia monostigma är en insektsart som först beskrevs av Melichar 1914.  Sochinsogonia monostigma ingår i släktet Sochinsogonia och familjen dvärgstritar. Inga underarter finns listade i Catalogue of Life.